# Кростошовиці
Кростошовиці (пол. Krostoszowice) — село в Польщі, у гміні Ґодув Водзіславського повіту Сілезького воєводства.
Населення — 1000 осіб (2011).
У 1975-1998 роках село належало до Катовицького воєводства.

## Демографія
Демографічна структура станом на 31 березня 2011 року:
|          | Загалом | Допрацездатний вік | Працездатний вік | Постпрацездатний вік |
| -------- | ------- | ------------------ | ---------------- | -------------------- |
| Чоловіки | 504     | 101                | 346              | 57                   |
| Жінки    | 496     | 98                 | 297              | 101                  |
| Разом    | 1000    | 199                | 643              | 158                  |